# シドニー・ボーゲル
シドニー・ボーゲル（Sydne Vogel、1979年6月20日 - ）は、アメリカ合衆国アラスカ州出身の女性フィギュアスケート選手。1996-1997年シーズンの世界ジュニア選手権女子シングルチャンピオン。

## 経歴
アラスカ州のアンカレッジに生まれた。1995年全米選手権のジュニアクラスではタラ・リピンスキーを破り優勝を果たした。1996-1997年シーズン、ネーベルホルン杯では2位となり、ISUグランプリシリーズのスケートアメリカでは3位。初出場となった世界ジュニア選手権ではエレーナ・ソコロワを抑え優勝を果たした。翌1997-1998年シーズン以降はケガもあり低迷する。のちにドイツに移籍し、2002-2003年シーズンのドイツ選手権に出場したが15位に終わった。
現在はスケートを引退し、アメリカに戻り整形外科学の研究をしているという。

## 主な戦績
| 大会/年            | 1995-96 | 1996-97 | 1997-98 | 1998-99 |
| ------------------ | ------- | ------- | ------- | ------- |
| 全米選手権         | 4       |         | 9       | 15      |
| GPスケートアメリカ |         | 3       |         |         |
| GPネイションズ杯   |         |         | 10      |         |
| GPNHK杯            |         |         | 13      |         |
| 世界Jr.選手権      |         | 1       |         |         |
| ネーベルホルン杯   |         | 2       |         | 6       |